# 富山鰕虎
富山鰕虎（学名：Tomiyamichthys oni），又名富山鰕虎魚，为鰕虎科富山鰕虎魚屬下的一个种。